# Kraburg
Kraburg ist ein Ortsteil von Geiselhöring im niederbayerischen Landkreis Straubing-Bogen. Die Einöde ist ein historischer Mühlenstandort an einer Verzweigung der Kleinen Laber und wurde als Teil der ehemals selbständigen Gemeinde Greißing mit dieser zum 1. Januar 1972 zu Geiselhöring eingemeindet.

## Sehenswürdigkeiten
- Herrenhaus Nussermühle